# Interstate 129
Pour les articles homonymes, voir Route 129.
L'Interstate 129 (I-129) est une autoroute auxiliaire qui relie South Sioux City, Nebraska à l'I-29 à Sioux City, Iowa. Ouverte en 1976, l'I-129 fait 3,5 miles (5,6 km) de long, la majeure partie (3.21 miles; 5.17 km) dans le Nebraska. La totalité de la route forme un multiplex avec la US 20 et la US 75. L'I-129 est l'une des quatre autoroutes auxiliaires qui va dans un État dans lequel l'autoroute principale ne va pas.

## Description du tracé
L'I-129 débute à la US 20 à la limite ouest de South Sioux City, Nebraska. Le premier échangeur croise la US 75 et la US 77. Cette dernière traverse la ville de South Sioux City vers le nord avant de se terminer à l'I-29, à Sioux City. La US 75 forme un multiplex avec l'I-129 et la US 20. Un mile plus loin (1,6 km), l'I-129 / US 20 / US 75 croise Dakota Avenue. Dakota Avenue est aussi désignée comme US0 20 Bus.
À l'est de Dakota Avenue, l'I-129 / US 20 / US 75 voyage au sud de South Sioux City et traverse des terres agricoles. Pour le reste de la longueur de l'I-129, les chaussées sont séparées par un mur Jersey au lieu d'un fossé végétal. La route traverse la rivière Missouri et croise immédiatement l'I-29 à un échangeur. À cause du peu d'espace le long des rives de la rivière Missouri, l'échangeur avec l'I-29 est un échangeur en trèfle modifié. Passé cette intersection, la US 20 et la US 75 continuent à l'est autour de Sioux City alors que l'I-129 se termine.

## Histoire
Après la passation de la Federal-Aid Highway Act en 1968, des allocations importantes sont distribuées aux États pour la construction de plus de 1 400 miles (2 300 km) d'autoroutes. L'État de l'Iowa a reçu la plus petite allocation de distance, soit 0,5 mile (0,8 km), pour la construction d'une voie de contournement au sud de Sioux City. Le coût de l'autoroute proposée est évalué à 22,5 millions de dollars (145,76 M $ en 2021), ce qui inclut 15 millions de dollars (97,17 M $) pour la construction d'un pont au-dessus de la rivière Missouri. Sur des cartes des autoroutes de l'Iowa de 1973, la Iowa State Highway Commission a montré l'autoroute projetée pour la première fois. C'est le 22 novembre 1976 que l'I-129 a été ouverte.

## Liste des sorties
| Interstate 129          |                   |      |      |                                                    |                                                                          | |
| Comté                   | Municipalité      | mi   | km   | Sortie                                             | Intersections / Destinations                                             | Notes |
| Dakota                  | Covington Precint | 0,00 | 0,00 |                                                    | US 20 ouest                                                              | Terminus ouest du multiplex avec US 20; continue au-delà du terminus ouest                                                |
| Dakota                  | Covington Precint | 0,38 | 0,61 | 1                                                  | US 75 / US 77 – Fairgrounds, Sioux City                                  | Terminus ouest du multiplex avec US 75; indiqué sortie 1A (sud) et 1B (nord)                                              |
| Dakota                  | South Sioux City  | 1,50 | 2,41 | 2                                                  | US 20 Bus. est – South Sioux City, Dakota City                           | |
| Rivière Missouri        | Rivière Missouri  | 3,21 | 5,17 | Pont Mémorial Sergeant Floyd; Limite Nebraska–Iowa | Pont Mémorial Sergeant Floyd; Limite Nebraska–Iowa                       | Pont Mémorial Sergeant Floyd; Limite Nebraska–Iowa                                                                        |
| Rivière Missouri        | Rivière Missouri  | 0,00 | 0,00 | Pont Mémorial Sergeant Floyd; Limite Nebraska–Iowa | Pont Mémorial Sergeant Floyd; Limite Nebraska–Iowa                       | Pont Mémorial Sergeant Floyd; Limite Nebraska–Iowa                                                                        |
| Woodbury                | Sioux City        | 0,29 | 0,46 | 1                                                  | I-29 / US 75 Bus. – Council Bluffs, Aéroport de Sioux City, Centre-ville | Terminus est; terminus est du multiplex avec US 20 / US 75; indiqué sortie 1A (sud) et 1B (nord); sortie 144A-B de l'I-29 |
| Woodbury                | Sioux City        | 0,29 | 0,46 |                                                    | US 20 est / US 75 nord – Fort Dodge, Le Mars                             | Continue au-delà de l'I-29                                                                                                |
| - Terminus de multiplex |                   |      |      |                                                    |                                                                          | |

## Voir Aussi
- (en) Cet article est partiellement ou en totalité issu de l’article de Wikipédia en anglais intitulé « Interstate 129 » (voir la liste des auteurs).